# 韓觀
韓觀，字彥賓，虹縣人，明朝軍事將領。高陽忠壯侯韓成之子。

## 生平
韓觀生長于兵營中，授桂林右衛指揮僉事。洪武十九年，討平柳州、融縣民變，升任廣西都指揮使。洪武二十二年，討平富川。洪武二十五年，討平賓州上林民變。洪武二十七年，會同湖廣不對，討平全州、灌陽等地。次年逮捕宜山縣等民變，斬殺其將領王及萬戶以下二千八百余人。之後以征南左副將軍跟從都督楊文討龍州土官趙宗壽，之後移兵征南丹、奉議及都康、向武、富勞、上林、思恩、都亮諸鎮，斬獲上萬叛軍。
洪武二十九年，召還，晉升爲都督同知。次年再次跟從楊文討平吉州及五開苗族叛亂，并與顧成討平水西等城堡，后歸還負責左軍都督府事。建文元年，在德州練兵，抵禦燕王朱棣部隊無功。明成祖繼位后，仍然委任其原職。后命其抵達江西練軍，節制廣東、福建、湖廣三個都司。之後佩征南將軍印，鎮守廣西，并節制兩廣官軍。之後恰逢廣西民變，上書請討伐。永樂元年，與指揮葛森等擊斬理定縣等。之後陸續平定各地叛亂，明成祖亦派遣文官招降，西南遂安定。永樂四年，明軍發兵攻討安南，韓觀負責轉移兵餉。次年，征討柳州等地叛變，其率領貴州、兩廣部隊，從柳州，接連攻下馬平、來賓、遷江、賓州、上林、羅城、融縣，之後與其他部隊在象州會合，再次攻破武宣、東鄉、桂林、貴平、永福，斬首萬人，擒獲一萬三千餘人，各地叛變遂平。永樂九年，拜征夷副將軍，仍佩故印，總兵鎮交阯。次年負責轉運糧草供給張輔。韓觀在廣西威震南中，當地民兵不敢叛變。永樂十二年去世，無子。

## 轶事
韩观杀人甚多，御史欲弹劾他。一日，观召御史饮，以人皮为坐褥，耳目口鼻显然，发散垂褥，首披椅后。肴上，设一人首，观以箸取二目食之，曰：“他禽兽目皆不可食，惟人目甚美。”观前席坐，每拿人至，命斩之，不回首视，已而血流满庭。观曰： “此辈与禽兽不异，斩之如杀虎豹耳。”御史战栗失措曰：“公，神人也。”竟不能劾。